# Veronika Wallinger
Veronika Wallinger, verheiratete Stallmaier (* 30. Juli 1966 in Sankt Koloman) ist eine ehemalige österreichische Skirennläuferin.

## Karriere
Die zweifache Juniorenweltmeisterin (Abfahrt und Kombination 1984) gewann in ihrer ersten Weltcupabfahrt (Val-d’Isère, 7. Dezember 1983) bereits ihren ersten Weltcuppunkt mit dem 15. Platz. Am 15. Dezember 1988 gelang ihr in der Abfahrt von Zauchensee mit dem zweiten Platz hinter Maria Walliser ihr erster Podestplatz.
Veronika Wallinger gehörte während zehn Jahren zu den stärksten Abfahrtsläuferinnen. Obwohl sie viele Podestplätze in der Abfahrt und auch einen zweiten Platz im Super-G von Vail (3. Dezember 1994) erreichte, konnte sie nie ein Rennen gewinnen, wobei sie im letztbesagten Rennen den Sieg nur um 0,02 s hinter ihrer Teamkollegin Sylvia Eder lag. Bei den Olympischen Winterspielen 1992 in Albertville fuhr Wallinger in der Abfahrt auf den dritten Rang. Dies war ihr größter Erfolg.
Ihren Rücktritt gab sie nach einer schweren Verletzung während der Saison 1994/95 bekannt.

## Erfolge

### Olympische Winterspiele
- Sarajevo 1984: 10. Abfahrt, DNF Slalom
- Albertville 1992: 3. Abfahrt
- Lillehammer 1994: 14. Abfahrt, 22. Super-G

### Weltmeisterschaften
- Bormio 1985: 8. Kombination
- Vail 1989: 15. Abfahrt
- Morioka 1993: 11. Abfahrt

### Weltcup
- 8 Podestplätze

### Juniorenweltmeisterschaften
- Sestriere 1983: 9. Abfahrt
- Sugarloaf 1984: 1. Abfahrt, 1. Kombination, 4. Slalom, 9. Riesenslalom

## Auszeichnungen (Auszug)
- 1992: Ehrenzeichen für Verdienste um die Republik Österreich